# John Rucker
Pour les articles homonymes, voir Rucker.
John Rucker est un ancien joueur de basket-ball américain.

## Biographie
Rucker (1,88 m grande taille pour l'époque) a la particularité d'avoir été le premier joueur américain de l'ASVEL, un club qui auparavant présentait une équipe composée uniquement de joueurs français.
Il a entamé sa carrière en France et en Europe en jouant au CSM Auboué (Nationale 1 - élite du basket français de l'époque) en provenance de l'Université d'Alaska Fairbanks (section de l'Université d'Alaska)

## Carrière
- 1967-1968 :  CSM Auboué (Nationale 1)
- 1968-1969 :  Sportive d'Illkirch Graffenstaden (Nationale 1) (21,7 pts/m)[2]
- 1969-1971 :  ASVEL Villeurbanne (Nationale 1)

## Palmarès
- Champion de France en 1971